# Smotrec

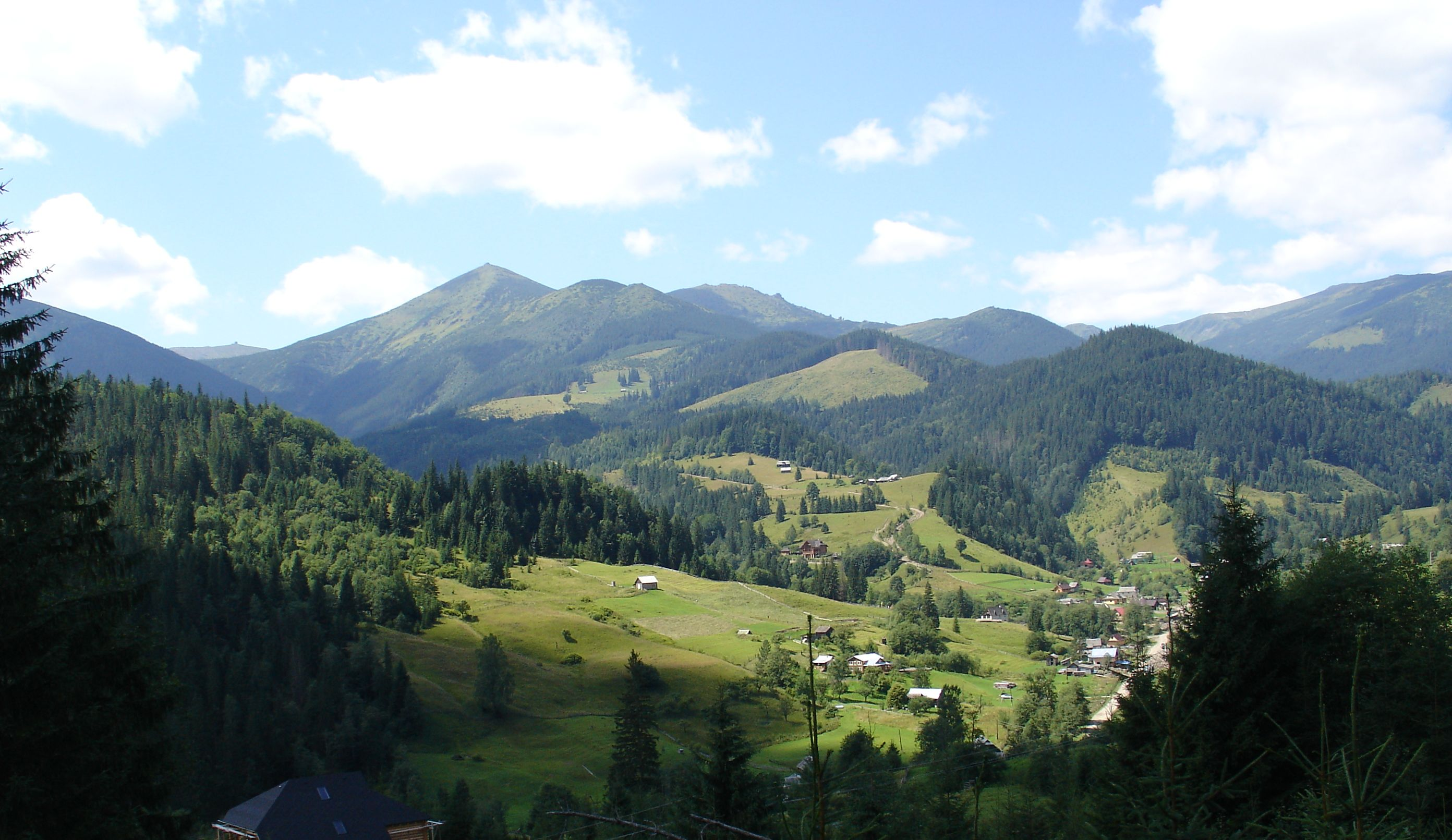
Smotrycz i okoliczne szczyty widoczne ze wsi Dzembronia

Smotrec (ukr. Смотрич, Smotrycz) – szczyt w paśmie Czarnohory na terenie Karpackiego Parku Narodowego.

## Topografia
Szczyt góruje na zachód od wsi Dzembronia, znajduje się na wschód od głównego grzbietu Czarnohory, gdzie najbliżej znajdują się wierzchołki Pop Iwana (3km na południowy zachód) oraz szczytu Brebeneskuł (6km na północny zachód). Na zachodzie znajduje się nieco niższy wierzchołek w paśmie, Uchaty Kamień (1864 m n.p.m.), znajdują się tam skały o nietypowych kształtach, zwane też są "kościołami". Zbocza od strony północnej, wschodniej i południowej są strome. Szczyt pokryty jest kamieniami i rozległą połoniną, poniżej 1700 metrów stoki zarastają lasy. Na południowych stokach swoje źródło ma potok Pohorylec, z północnej strony wypływa potok Dzembronia oraz potok Munczel na którym znajdują się Wodospady Dzembrońskie, około 1 km na północ od szczytu.

## Turystyka
Na szczyt prowadzi: 
- niebieski szlak z Dzembronii
- żółty szlak z Pop Iwana